# Megachile ignescens
Megachile ignescens is een vliesvleugelig insect uit de familie Megachilidae. De wetenschappelijke naam van de soort is voor het eerst geldig gepubliceerd in 1929 door Theodore Dru Alison Cockerell.
De soort was ontdekt door G.F. Hill op Melville Island, een eilandje voor de kust bij Port Darwin, Australië.